# Stitch Encounter
Stitch Encounter es una atracción interactiva de demostración situada en Tomorrowland de Hong Kong Disneyland. También será una nueva atracción para Walt Disney Studios Park, (Disneyland Resort Paris) que está programada para abrirse en 2008. Una atracción similar, Turtle Talk with Crush, usa la misma tecnología y está situada en Epcot de Walt Disney World Resort y Disney's California Adventure en Disneyland Resort.
La atracción consiste en mantener una charla con Stitch, el experimento genético 626 de las películas de Lilo y Stitch de Disney y las series de TV. La atracción fue abierta en julio de 2006 como una de las tres nuevas atracciones en Tomorrowland. Está situado a la derecha de la entrada a Space Mountain. Esta atracción ofrece demostraciones en tres diversos idiomas, incluye cantonés, mandarín e inglés, para la gran variedad de visitantes de Hong Kong Disneyland. Los visitantes pueden chequear los horarios de las funciones en la entrada.

## Descripción de la atracción
Los visitantes se sitian en un mini-teatro, conocido como "Space Traffic Control", y los niños se sitúan adelante para poder interactuar. Cuando se solicita un conductor para la nave espacial, directamente los visitantes son conectados con la nave de Stitch. Después de eso, las visitantes (niños y adultos) en "Space Traffic Control" pueden ser elegidos para charlar con Sitch. Stitch intentará dar su mejor cgarla con los visitantes y hasta tomarse una foto con ellos. Un hombre oculto del personal provee la voz y la computadora la animación. El carácter animado se basa en los movimientos realizados en la película y da efectos sutiles y realistas.

## Atracciones Similares
En Walt Disney World Resort dentro del Magic Kingdom se encuentra una atracción llamada Stitch Great Escape! la cual te lleva a la nave espacial donde Stith esta cautivo y el público debe de cuidar que no escape todo sale mal y logra huir a Hawái. En la atracción aparece un Audio-Animatrónico del personaje Stitch.
En Tokyo Disneyland se encuentra la más reciente encarnación de la popular atracción The Enchanted Tiki Room. En esta ocasión Stitch se une al famoso grupo de pájaros para dar un espectáculo que el público nunca olvidará.